# Ejae
Kim Eun-jae (koreanisch 김은재; * 6. Dezember 1991 in Seoul, Südkorea), besser bekannt unter ihrem Künstlernamen Ejae (stilisiert in Großbuchstaben), ist eine südkoreanisch-amerikanische Sängerin, Songwriterin und Musikproduzentin. Sie ist bekannt für ihre Zusammenarbeit mit Red Velvet, aespa, Le Sserafim, Nmixx, Twice, Kard und weiteren südkoreanischen Künstlern. Weitere internationale Bekanntheit erlangte sie durch die Gesangsstimme der Figur Rumi aus dem 2025 erschienenen Film KPop Demon Hunters, für den sie auch mehrere Songs schrieb.

## Karriere
Die in Südkorea geborene Kim begann 2003 im Teenageralter ihre über 10 Jahre andauernde Ausbildung bei SM Entertainment. In der Zeit, wo sie nicht bei SME verbrachte, lebte sie in den USA, um ihre Ausbildung zu intensivieren. Schließlich kehrte sie nach Südkorea zurück, um an einer internationalen Schule zu studieren und sich auf ihr Debüt vorzubereiten. Ihr Debüt scheitere jedoch, sowohl mit einer Gruppe als auch als Solistin, da sie als zu alt angesehen wurde. Daraufhin zog sie dauerhaft in die USA.
Kim wechselte zum Songwriting und zur Produktion. Ihren ersten großen Durchbruch erreichte sie, als sie die Topline für den Song Psycho für die südkoreanische Girlgroup Red Velvet mitschrieb, welcher in den USA mit Gold ausgezeichnet wurde. Dies führte zu weiteren Möglichkeiten, mit SM Entertainment zusammenzuarbeiten. 2019 war sie auf dem Soundtrack des K-Dramas Woman of 9.9 Billion zu hören.
Während der COVID-19-Pandemie war Kim als Co-Autorin an dem Lied Drama der Girlgroup aespa beteiligt. Zudem half sie auch bei der Co-Produktion des Sample-Packets Girl Crush K-pop Vocals für die Produktion von K-Pop-Songs. 2022 arbeitete sie erneut zusammen mit Red Velvet an dem Song Birthday.
Im Jahr 2025 unterschrieb Kim bei Prescription Songs, einem unabhängigen Musikverlag. Im April desselben Jahres wurde bekannt gegeben, dass sie auf dem Soundtrack des Netflix-Films KPop Demon Hunters zu hören sein wird. Neben ihrer Beteiligung als Sängerin schrieb sie auch mehrere der Songs selbst. Regisseurin Maggie Kang nannte Kims Demos als einen der Gründe, warum der Film grünes Licht bekommen hat. Kim erklärte, sie habe die meisten Demos für den Film mitgeschrieben und aufgenommen, als die Regisseure sie dann baten, die offizielle Gesangsstimme für die Figur Rumi zu übernehmen. Der Film erhielt positive Kritiken für seinen Soundtrack und konnte sich auch in den Billboard Hot 100 und Billboard 200 platzieren. In Deutschland erreichte der Soundtrack Platz eins der Albumcharts, wobei sich auch mehrere der Songs in den Singlecharts platzieren konnten.
Im Juli 2025 kündigte der YouTube-Kanal Studio USOG an, dass Ejae einen Song zum Projekt Another Day of Debut Training beisteuern werde, wobei der gesamte Erlös gespendet werden soll. Im August wird eine Gruppe, bestehend aus der Girlgroup Loona, dem Loossemble-Mitglied Hyunjin, der Rapperin Mirani und zwei weiteren Personen, bei einem Festival anlässlich des 80. Jahrestages der Unabhängigkeit Südkoreas den Song aufführen.

## Privates
Kims Großvater ist der Schauspieler und Kunstmäzen Shin Young-kyun. Sie studierte an der New York University und lebt derzeit in Brooklyn.

## Diskografie

### Singles
| Jahr | Titel Album                                          | Höchstplatzierung, Gesamtwochen, AuszeichnungChartplatzierungen (Jahr, Titel, Album, Platzierungen, Wochen, Auszeichnungen, Anmerkungen) | Höchstplatzierung, Gesamtwochen, AuszeichnungChartplatzierungen (Jahr, Titel, Album, Platzierungen, Wochen, Auszeichnungen, Anmerkungen) | Höchstplatzierung, Gesamtwochen, AuszeichnungChartplatzierungen (Jahr, Titel, Album, Platzierungen, Wochen, Auszeichnungen, Anmerkungen) | Höchstplatzierung, Gesamtwochen, AuszeichnungChartplatzierungen (Jahr, Titel, Album, Platzierungen, Wochen, Auszeichnungen, Anmerkungen) | Höchstplatzierung, Gesamtwochen, AuszeichnungChartplatzierungen (Jahr, Titel, Album, Platzierungen, Wochen, Auszeichnungen, Anmerkungen) | Höchstplatzierung, Gesamtwochen, AuszeichnungChartplatzierungen (Jahr, Titel, Album, Platzierungen, Wochen, Auszeichnungen, Anmerkungen) | Anmerkungen                                                          |
| Jahr | Titel Album                                          | DE | AT | CH | UK | US | KR | Anmerkungen                                                          |
| ---- | ---------------------------------------------------- | --- | --- | --- | --- | --- | --- | -------------------------------------------------------------------- |
| 2016 | Whisper in the Dark (사랑을 속삭여) Monster (O.S.T.) | — | — | — | — | — | — | mit Joo Hee                                                          |
| 2019 | Take It Slow Woman of 9.9 Billion (O.S.T.)           | — | — | — | — | — | — | [ 5 ]                                                                |
| 2020 | Midnight Cinderella Dinner Mate (O.S.T.)             | — | — | — | — | — | — | [ 26 ]                                                               |
| 2021 | Once Again Genesis (O.S.T.)                          | — | — | — | — | — | — | [ 27 ]                                                               |
| 2025 | How It’s Done KPop Demon Hunters (O.S.T.)            | DE17 (… Wo.)DE | AT22 (… Wo.)AT | CH35 (… Wo.)CH | UK29 (3 Wo.)UK | US14 (… Wo.)US | KR10 (… Wo.)KR | Charteinstieg: 4. Juli 2025 mit Audrey Nuna und Rei Ami als Huntr/x  |
| 2025 | Golden KPop Demon Hunters (O.S.T.)                   | DE1 (… Wo.)DE | AT2 (… Wo.)AT | CH2 (… Wo.)CH | UK1 Silber · (… Wo.)UK | US1 (… Wo.)US | KR1 (… Wo.)KR | Charteinstieg: 4. Juli 2025 mit Audrey Nuna und Rei Ami als Huntr/x  |
| 2025 | Takedown KPop Demon Hunters (O.S.T.)                 | DE29 (… Wo.)DE | AT45 (1 Wo.)AT | — | — | US26 (… Wo.)US | KR31 (… Wo.)KR | Charteinstieg: 11. Juli 2025 mit Audrey Nuna und Rei Ami als Huntr/x |
| 2025 | Free KPop Demon Hunters (O.S.T.)                     | DE53 (… Wo.)DE | AT74 (1 Wo.)AT | CH82 (… Wo.)CH | UK92 (1 Wo.)UK | US25 (… Wo.)US | KR25 (… Wo.)KR | Charteinstieg: 11. Juli 2025 mit Andrew Choi als Rumi & Jinu         |
| 2025 | What It Sounds Like KPop Demon Hunters (O.S.T.)      | DE30 (… Wo.)DE | AT35 (… Wo.)AT | CH55 (… Wo.)CH | — | US24 (… Wo.)US | KR34 (… Wo.)KR | Charteinstieg: 4. Juli 2025 mit Audrey Nuna und Rei Ami als Huntr/x  |

### Songwriting
| Jahr | Titel Album                                                       | Anmerkungen |
| ---- | ----------------------------------------------------------------- | --- |
| 2016 | Hello (Hani solo) Street                                          | Autoren: Monster Factory, Ejae, MadeBy, Park Yeong-hyeon Interpret: EXID                                                          |
| 2017 | Milk Eclipse (EP)                                                 | Autoren: Monster Factory, Ejae, MadeBy Interpret: EXID                                                                            |
| 2018 | SObeR Faces of Love (EP)                                          | Musik: Andrew Choi, Ejae, Aaron Kim, Isaac Han Interpret: Suzy                                                                    |
| 2018 | Believe Me –                                                      | Autoren: Monster Factory, JION, Ejae Interpret: Seo In-young                                                                      |
| 2019 | Goodbye –                                                         | Musik: Ejae, Nana Mellie, Isaac Han, Aaron Kim Interpret: Nana Mellie                                                             |
| 2019 | Trippin’ Bout You –                                               | Text: Ejae, Ellen Berg, Dennis DeKo Kordnejad, Discrete Interpret: Discrete                                                       |
| 2019 | Psycho The ReVe Festival: Finale                                  | Musik: Andrew „Druski“ Scott, Cazzi Opeia, Ejae Interpret: Red Velvet                                                             |
| 2020 | Ocean of Love Kipo and the Age of Wonderbeasts (Season 3 Mixtape) | Autoren: Matthew Wang, Daniel Rojas, Ejae Interpret: Raymond J. Lee                                                               |
| 2021 | Bad Girl Street Woman Fighter Special                             | Autor: Ejae Interpret: Chung Ha als Lachica                                                                                       |
| 2021 | Pieces of Love Perfect World                                      | Musik: Isaac Han, Ejae, Albin Nordqvist, Walter Pok, Aaron Kim Interpret: Twice                                                   |
| 2021 | Killing Me Softly Me                                              | Musik: Ejae, Aaron Kim, Isaac Han, AND Interpret: Kim Na-young                                                                    |
| 2021 | Last Waltz Formula of Love: O+T=<3                                | Musik: Lee Hae-sol, Ejae Interpret: Twice                                                                                         |
| 2021 | Rebirth –                                                         | Autoren: Ejae, Matthew Carl Earl Interpret: League of Legends                                                                     |
| 2022 | O.O Ad Mare                                                       | Musik: The Hub: Brian U, Enan, MarkAlong, Charlotte Wilson, Chanti, Awry, Ayushy, Jan Baars, Rajan Muse, Ejae Interpret: Nmixx    |
| 2022 | Stupid Deep (EP)                                                  | Musik: Carlyle Fernandes, Ejae, Chikk, Heber Nathaniel Martinez Interpret: Hyoyeon                                                |
| 2022 | Good News Into the Light (EP)                                     | Autoren: Galactika: Atenna & Star Wars, Ejae, Kim Hyun-joong Interpret: Lightsum                                                  |
| 2022 | Break Down Re: (EP)                                               | Autoren: Ejae, BM, Issac Han, Aaron Kim, J.seph, Somin, Jiwoo, Ghostchild Interpret: Kard                                         |
| 2022 | Flow Like Waves Celebrate                                         | Autoren: Ejae, Anna Timgren, Aaron Kim Interpret: Twice                                                                           |
| 2022 | Birthday The ReVe Festival 2022 – Birthday (EP)                   | Musik: Ejae, Kole, Issac Han, Aaron Kim, Ghostchild Ltd, Loosen Door Interpret: Red Velvet                                        |
| 2023 | nevertheless The Billage of Perception: Chapter Three (EP)        | Musik: Ejae, Galactika Interpret: Billlie                                                                                         |
| 2023 | Icky                                                              | Autoren: Ejae, J.seph, HAHM, BM Interpret: Kard                                                                                   |
| 2023 | Funny Valentine Masterpiece (EP)                                  | Autoren: Momo, Yuka Matsumoto, Realmeee, Scott Bruzenak, Ejae Interpret: MiSaMo                                                   |
| 2023 | Not My Style Honey or Spice (EP)                                  | Autoren: Lee Hae-sol, Ejae, Kyndyl Miller Interpret: Lightsum                                                                     |
| 2023 | Drama Drama (EP)                                                  | Musik: No Identity, Waker (153/Joombas), Ejae, Charlotte Wilson Interpret: aespa                                                  |
| 2024 | Ult –                                                             | Musik: No Identity, Ejae Interpret: Lim Kim                                                                                       |
| 2024 | Daisy Kep1going                                                   | Musik: Ejae, Kole, Issac Han, Aaron Kim, Ghostchild Ltd, Ashe Ahn Interpret: Kep1er                                               |
| 2024 | Starry Night Love Tune (EP)                                       | Musik: Ejae, Kole, Alawn Interpret: Fifty Fifty                                                                                   |
| 2024 | Armageddon                                                        | Musik: Ejae, No Identity, Sumin Interpret: aespa                                                                                  |
| 2024 | Kill It Whiplash (EP)                                             | Musik: Imlay, Ejae, Kirsten Collins, Waker (153/Joombas) Interpret: aespa                                                         |
| 2024 | Baby, I’m Good Haute Couture (EP)                                 | Musik: Ejae, Aaron Kim Interpret: MiSaMo                                                                                          |
| 2024 | Like a Flower Like a Flower (EP)                                  | Musik: Barney Cox, Joey Eighty, JC. Don, Elena Hoey, Ejae Interpret: Irene                                                        |
| 2025 | So Cynical (Badum) Hot (EP)                                       | Autoren: Ejae, Vitals, Anthony Watts, Huh Yunjin, Hong Eun-chae, Kim Chaewon Interpret: Le Sserafim                               |
| 2025 | How It’s Done KPop Demon Hunters (O.S.T.)                         | Autoren: Ejae, Danny Chung, Mark Sonnenblick Interpret: Ejae, Audrey Nuna und Rei Ami als Huntr/x                                 |
| 2025 | Golden KPop Demon Hunters (O.S.T.)                                | Autoren: Ejae, Mark Sonnenblick Interpret: Ejae, Audrey Nuna und Rei Ami als Huntr/x                                              |
| 2025 | Your Idol KPop Demon Hunters (O.S.T.)                             | Autoren: Ejae, Mark Sonnenblick, Vince, KUSH Interpret: Andrew Choi, Neckwav, Danny Chung, Kevin Woo und samUIL Lee als Saja Boys |

## Auszeichnungen
| Jahr | Auszeichnung                    | Kategorie                       | Werk    | Ergebnis  | Ref.   |
| ---- | ------------------------------- | ------------------------------- | ------- | --------- | ------ |
| 2022 | Hollywood Music in Media Awards | Best Original Song – Video Game | Rebirth | Nominiert | [ 36 ] |